# Condado de Shelby (Tennessee)
O Condado de Shelby (em inglês:  Shelby County) é um dos 95 condados do estado americano do Tennessee. A sede e maior cidade do condado é Memphis. Foi fundado em 1819.
O condado possui uma área de 2 033 km², dos quais 1 977 km² estão cobertos por terra e 56 km² por água, uma população de 927 644 habitantes, e uma densidade populacional de 469,3 hab/km² (segundo o censo nacional de 2010). É o condado mais populoso do Tennessee e o 47º mais populoso dos Estados Unidos.